# Antón Santamarina
Antón Luís Santamarina Fernández, nascido em A Fonsagrada, Galiza em 18 de Fevereiro de 1942, é um linguista galego, catedrático de filologia românica na Faculdade de Filología da Universidade de Santiago de Compostela e membro da Real Academia Galega. É um expert em lexicografia reconhecido internacionalmente.

## Trajectória profissional
Estudou a carreira de Filosofia e Letras na Universidade de Santiago de Compostela, graduando-se em 1967 com a memória de licenciatura Vocabulario del Valle del Suarna e doutorando-se em 1973 com a tese doutoral El habla del valle de Suarna, sobre os dialectos orientais do galego e em concreto da língua falada em Navia de Suarna, tese dirigida pelo professor Constantino García.
Professor adjunto interino desde 1967, compaginou o cargo de professor da Universidade de Santiago de Compostela, por oposição desde 1975, co-secretario do Instituto da Língua Galega entre 1971 e 1991. Em 1991 foi elegido pelo conselho científico director do Instituto da Língua Galega, deixando este cargo em 2005.
Foi também secretário do departamento de Língua Galega na Xunta preautonómica em 1979, cargo que lhe permitiu começar com a implantação do ensino do língua galega na EXB e o BUP. Desde 1979 é secretário da Comissão de Toponímia da Secretaria de Cultura, Educação e Ordenação Universitária (Consellería de Educación e Ordenación Universitaria).
Em 1983 ganhou a cátedra de Filologia Românica em Cádis mas permaneceu na Universidade de Santiago de Compostela, obtendo a cátedra nesta em setembro desse mesmo ano. Entre 1992 e 1997 foi vice-presidente do Conselho da Cultura Galega (Consello da Cultura Galega).
Em 24 de Outubro de 1998 ingressou na Real Academia Galega com o discurso A linguagem e as línguas: Ramón Piñeiro revisitado aos 30 anos do seu ingresso na Real Academia Galega. Foi presentado por Ramón Piñeiro López, Marino Dónega Rozas e Carlos Casares Mouriño.
Foi co-director, com Manuel González González, do Dicionario da Real Academia Galega de 2012.

## Obra
Já em 1971, junto a Guillermo Rojo, Ramón Lorenzo e José Luis Couceiro, publicou os livros de texto Galego 1, 2 e 3 (1971-1974). Neste último ano começou a dirigi-la revista Verba. Anuario galego de Filoloxía, desde o primeiro número até o n.º 13, em 1986, data na que passou a se-lo secretário desta publicação.
Participou em numerosas obras colectivas fundamentais na fixação do estandar e na pesquisa lexicográfica e etnolinguística galega. Assim, participou na elaboração da primeira edição das Normas Ortográficas e Morfológicas do Idioma Galego (1982); co-escriveu o Cancioneiro Popular Galego que elaborou com Dorothé Schubart; colaborou e dirigiu o Atlas Lingüístico Galego (1987-2003); co-ordenou, junto a Constantino García González, o Diccionario da Lingua Galega editado pela Real Academia Galega-Instituto da Língua Galega (1990); e foi co-ordenador, junto a Manuel González González, do Vocabulario Ortográfico da Lingua Galega (VOLGa), editado também pela Real Academia Galega-Instituto da Língua Galega em 2004.
Desde 1986 dirige desde o ILG e o Tesouro Informatizado da Língua Galega (TILGA), uma base de dados com mais de onze milhões (11.409.358 em novembro de 2007) de registros extraídos de textos publicados desde 1612 a actualidade.
Dirigiu o Diccionario de Diccionarios, editado em 2000 em formato electrônico pelo Instituto da Língua Galega e a Fundação Pedro Barrié de la Maza, patrocinado pela Secretaria de Cultura, Educação e Ordenação Universitária. A terceira edição (2003) contém mais de 300.000 entradas extraídas de 25 dicionários e vocabulários editados ou inéditos, assim como de textos de Martín Sarmiento.